# Afrani Annibalià
Afrani Annibalià, en llatí Afranius Hannibalianus, va viure al segle iii, i va ser un magistrat romà, cònsol l'any 292, Prefecte del pretori, senador i comandant militar. Formava part de la gens Afrània, una gens romana d'origen plebeu.

## Biografia
Es creu que pertanyia a una branca de la família originària de les províncies orientals de l'imperi romà. Annibalià era un comandant militar que va servir sota l'emperador Marc Aureli Probe (r. 276-282). Membre de la classe eqüestre (com ho indica una referència oficial que l'anomenava vir eminentissimus, reservada a l'orde eqüestre), i probablement només va estar adscrit a l'orde senatorial després de la mort de Probe l'any 282.
Maximià li va donar el càrrec de prefecte del pretori l'any 286, i va conduir els exèrcits imperials a la victòria contra les tribus germàniques tot al llarg del Rin. Annibalià va ocupar aquest càrrec probablement fins al 292, quan va ser nomenat cònsol juntament amb Juli Asclepiòdot. Del 297 al 298, va ser Praefectus urbi de Roma.
Annibalià es va casar possiblement amb Eutròpia, que quasi immediatament es va divorciar d'ell per casar-se amb l'emperador Maximià cap al 287, però no hi certesa d'aquest fet. Si va ser així, van tenir una filla, Flàvia Maximiana Teodora, que es va casar amb el futur emperador Constanci Clor. S'ha especulat que l'acceptació d'Annibalià del nou matrimoni de la seva dona, i la seva posició de padrastre del Cèsar Constanci Clor va suposar el seu ràpid ascens als càrrecs administratius de l'imperi.